# Amesiodendron
Amesiodendron là một chi thực vật thuộc họ Sapindaceae. Chi này có các loài sau (tuy nhiên danh sách này có thể chưa đủ):
- Amesiodendron chinense, (Merr.) Hu